# とさでん交通駅前線
駅前線（えきまえせん）は、高知県高知市のはりまや橋停留場と高知駅前停留場を結ぶ、とさでん交通の軌道路線である。案内上は桟橋線と合わせて「南北線」と呼称されることもある。

## 路線データ
- 路線距離（営業キロ）：0.8 km
- 軌間：1067 mm
- 駅数：4駅（起終点駅含む）
- 複線区間：全線
- 電化区間：全線（直流600 V）

## 概要
はりまや橋停留場より4方向に延びる線路のうち北側の路線で、高知駅前停留場で四国旅客鉄道（JR四国）土讃線の高知駅と接続しており、はりまや橋停留場では桟橋線のほか、東西方向の路線である後免線・伊野線と接続する。「駅前線」の呼称は従前より用いられていたが、『鉄道要覧』上に独立して掲載されるようになったのは平成18年度版以降であり、それ以前は桟橋線の一部として記載されていた。
わんぱーくこうち開園時間帯には、桟橋通五丁目行きの電車に「わんぱーくこうち行」と書かれた方向板が掲げられる。
2001年（平成13年）に高知駅前停留場が高知駅正面のロータリー内に移設され、2009年（平成21年）には前年に高知駅が高架化されたことに伴い高知駅前停留場が再移設された。

## 運行形態
多くが桟橋線との全線通し運行で、毎時8本程度運行される。平日朝に高知駅前 - 伊野線の直通便がある。

## 歴史
- 1928年（昭和3年）2月16日：土佐電気の江ノ口線としてはりまや橋 - 高知駅前間が開業。
- 1941年（昭和16年）7月12日：土佐水力電気との合併・社名変更に伴い土佐交通の路線となる。
- 1948年（昭和23年）6月3日：南海鍛圧機との合併に伴い土佐電気鉄道の路線となる。
- 1951年（昭和26年）5月24日：高知駅前停留場付近の線路を左曲がりから右曲がりに移設。
- 1997年（平成9年）3月31日：センターポール化工事が桟橋線はりまや橋 - 梅の辻間とともに竣工。
- 2001年（平成13年）
  - 3月27日：蓮池町通 - 高知駅前間に高知橋停留場が開業。
  - 4月1日：高知駅前停留場を高知駅正面ロータリーに移設。
- 2002年（平成14年）：高知駅前→枡形・鏡川橋間直通運転の実証実験を開始。
- 2005年（平成17年）4月1日：はりまや橋付近の交差点を改良し、駅前線から伊野線への右折線を設置。高知駅前 - 枡形・鏡川橋間直通便を運転開始[3]。
- 2006年（平成18年）4月1日：この年の『鉄道要覧』より高知駅前 - はりまや橋間が桟橋線から分離され、駅前線の名称で独立して記載[4][5]。
- 2009年（平成21年）
  - 2月14日：高知駅前を30 m北側に移設。2線のうちの1線での暫定使用。
  - 3月11日：高知駅前移設工事が完成。2線の全面使用開始。
- 2014年（平成26年）10月1日：土佐電気鉄道の高知県交通・土佐電ドリームサービスとの経営統合に伴い、とさでん交通に承継。

## 停留場一覧
- 全停留場が高知県高知市に所在。

| 停留場名         | 停留場間キロ | 営業キロ | 接続路線                                 |
| ---------------- | ------------ | -------- | ---------------------------------------- |
| はりまや橋停留場 | -            | 0.0      | とさでん交通：後免線・伊野線・桟橋線     |
| 蓮池町通停留場   | 0.3          | 0.3      |                                          |
| 高知橋停留場     | 0.2          | 0.5      |                                          |
| 高知駅前停留場   | 0.3          | 0.8      | 四国旅客鉄道：土讃線 ⇒ 高知駅 (D45・K00) |

### 廃止停留場
紺屋町通停留場